# Sukosari (Kunir)
Sukosari is een bestuurslaag in het regentschap Lumajang van de provincie Oost-Java, Indonesië. Sukosari telt 5125 inwoners (volkstelling 2010).